# Череменецкий заказник
Череменецкий заказник — государственный природный заказник. Расположен на территории Лужского района Ленинградской области, в 8 км к юго-востоку от Луги. Включает в себя озёра Врево и Череменецкое вместе с частью прилегающих земель. Площадь заказника — 7,1 тыс. га.

## История
Название озера, давшего имя заказнику, берёт начало от древнерусского слова «чорма», что означает холмистое, возвышенное место.
У Череменецкого озера в урочище Боровское Купалище находятся древнерусские могильники Рапти-Наволок II и Рапти-Наволок III XI века, селища Рапти-Наволок VI, Рапти-Наволок VII, Рапти-Наволок VIII. Из раскопанных в 1996 году 13 насыпей могильника Рапти-Наволок II одна принадлежала к культуре псковских длинных курганов, для которой более северным местонахождением является лишь могильник КДК на Орлинском озере в Гатчинском районе. В Рапти-Наволок III к культуре длинных курганов относится половина насыпей. На пряслице с одного из селищ был обнаружен знак (двузубец) Святослава Игоревича. В деревне Петровская Горка (бывший Погост Петровский) на береговом мысу у южной оконечности озера Череменецкое находится городище Петровская Горка-1.
Заказник на этих землях создан решением исполнительного комитета Ленинградского областного Совета народных депутатов от 29 марта 1976 года. Постановлением правительства Ленинградской области от 26 декабря 1996 года этот статус был подтверждён.

## Физико-географическое описание
Озёра Врево и Череменецкое, которые занимают основную часть заказника, находятся в древних доледниковых котловинах. Прилегающие к водоёмам природные комплексы отличаются ландшафтом ледникового происхождения. Оба озера сильно вытянуты в севера на юг. Врево имеет длину около 15 км, а Череменецкое озеро — 13 км, одновременно с этим ширина обоих водоёмов варьируется в пределах от 1 до 3 км. Прибрежная полоса характеризуется наличием большого числа ключей, что влияет на чистоту и прозрачность воды озёр.
Растительность в пределах заказника занимает небольшую площадь. В северной части произрастают сосновые и еловые леса, а также возникшие на местах вырубок березняки и осинники. В качестве примести в хвойных лесах встречается также дуб. В южной части заказника отмечаются более богатые почвы, поэтому там растут хвойно-широколиственные леса, с участием дуба, липы, вяза. В их подросте и подлеске встречаются клён, ясень, лещина. В Красную книгу Российской Федерации или Красную книгу Ленинградской области занесено 16 видов сосудистых растений, отмечавшихся в заказнике: пальчатокоренник балтийский (Dactylorhiza baltica), горечавка крестовидная (Gentiana cruciata), первоцвет мучнистый (Primula иfarinosa), прострел раскрытый (Pulsatilla patens), посконник коноплевидный (Eupatorium cannabinum) и др., а также несколько видов мохообразных, водорослей и грибов.
В фауне заказника присутствует множество видов южного происхождения. В озёрах встречаются прудовые лягушки. Среди птиц — белый аист, полевой лунь, перепел, удод, сизоворонка, а из млекопитающих — заяц-русак, садовая соня, косуля. В Красную книгу Российской Федерации и/или Красную книгу Ленинградской области занесены два вида млекопитающих: прудовая ночница (Myotis dasycneme) и обыкновенная летяга (Pteromys volans), 39 видов птиц: чёрный коршун (Milvus migrans), клинтух (Columba oenas), лесной жаворонок (Lullula arborea) и др., два вида амфибий и рептилий: гребенчатый тритон (Triturus cristatus) и европейская болотная черепаха (Emys orbicularis), несколько видов беспозвоночных животных.

## Антропогенное воздействие
Местность, на которой расположен современный заказник, много веков была привлекательна для людей. По берегам озёр Врево и Череменецкое находятся расположено несколько населённых пунктов, сельскохозяйственные угодья и частные сады, старинные усадьбы с аллеями и парками, Череменецкий Иоанно-Богословский монастырь. Кроме того, здесь есть несколько баз отдыха и гостевых домов.
В северной части озера Врево, на вытекающей из него реки Быстрице, расположена плотина и Лужская ГЭС-2. Она была введена в эксплуатацию в 1952 году. Мощность 0,37 МВт, выработка 2,22 млн кВт/ч, напор — 6,6 м. В настоящее время не эксплуатируется. Сохранены сооружения электростанции: цел машинный зал, плотина с механизмами затворов. Собственник — АО «Норд Гидро». На этой же реке, но ближе к озеру Череменецкое, стоит Лужская ГЭС-1. Она пущена в строй в 1954 году. Мощность — 0,54 МВт, среднегодовая выработка — 0,2 млн кВт/ч. В здании ГЭС установлено два гидроагрегата, работающих на напоре 6,6 м. Основная функция ГЭС — регулирование стока воды по реке Быстрица. Собственник ГЭС — ПАО «ТГК-1».
На территории заказника запрещаются: любые виды рубок, за исключением санитарных, отвод земель лесного фонда под любое строительство, распашку, организацию садоводств и огородничеств, любые виды мелиоративных и гидротехнических работ, разведение костров в лесах, разработка полезных ископаемых, использование маломерных моторных судов, выпас и прогон скота в водоохранной зоне озёр.